# The Actors' Temple

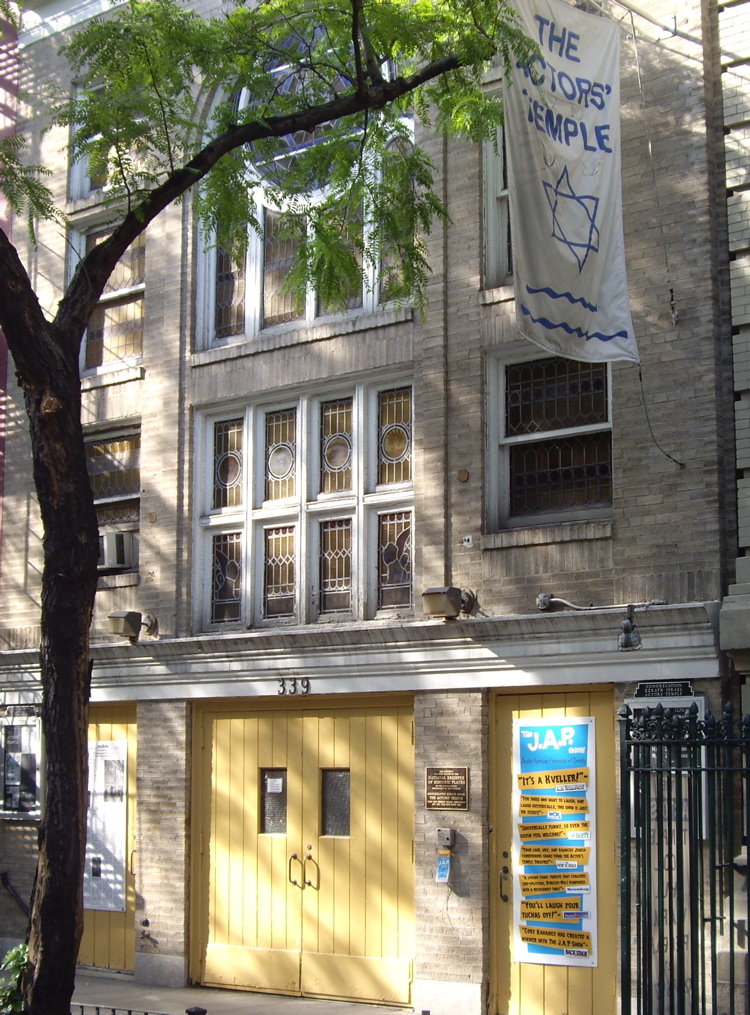
The Actors' Temple, maj 2007

The Actors' Temple (öv. 'Skådespelartemplet'; officiellt namn Congregation Ezrath Israel), är en synagoga grundad 1917 i bostadsområdet Hell's Kitchen på Manhattan i New York. The Actors' Temple ligger på adressen 339 West 47th Street. Templet döptes till en början till "The West Side Hebrew Relief Association,". Många artister och skådespelare inom vaudeville, musikalteater, television och nattklubbsartister var del av templets besökare, bland andra Sophie Tucker, Shelley Winters, Milton Berle, Al Jolson, Jack Benny, Joe E. Lewis, Edward G. Robinson med fler. 
Templet lades ned efter andra världskriget då många skådespelare flyttade till Kalifornien och grannskapet förändrades, från 300 invånare till uppskattningsvis 30. Under 2005 började templet att hyra ut sina lokaler för att få in mer pengar. Där startades en dansstudio och gjordes tillfälligt om till en scen för teaterpjäser. 
Men även med extrainkomsterna kom driftkostnaderna för templet att sluka deras kapital. Trots det ekonomiska läget fortsatte templet sin verksamhet.De hade ett stort insamlingsprogram 2011, och församlingen hade vuxit till 120 betalande medlemmar.